# La Belle Alliance (Venlo)
La Belle Alliance was een café aan de Lomstraat met stoombierbrouwerij aan de Grote Kerkstraat, in de binnenstad van Venlo. Hier werd Venloosch Alt gebrouwen, een altbier.

## Geschiedenis
In 1896 werd het gebouw gebouwd.

## Bouwwerk
Het gebouw kenmerkt zich door een combinatie van bouwstijlen, vooral eclecticisme en renaissance wisselen elkaar af in de voorgevel. In de top is er sprake van barokarchitectuur.